# Chaetosphaeronema
Chaetosphaeronema is een geslacht van schimmels behorend tot de familie Phaeosphaeriaceae. De typesoort is Chaetosphaeronema hispidulum.

## Soorten
Volgens Index Fungorum telt het geslacht tien soorten (peildatum februari 2022):
| Soortnaam                       | Auteur(s)                                     | Publicatiejaar |
| ------------------------------- | --------------------------------------------- | -------------- |
| Chaetosphaeronema achilleae     | S.K. Huang & K.D. Hyde                        | 2016           |
| Chaetosphaeronema aereum        | Bat. & H. Maia                                | 1955           |
| Chaetosphaeronema clematidicola | Phukhams., Ertz, Gerstmans & K.D. Hyde        | 2020           |
| Chaetosphaeronema clematidis    | Phukhams., Ertz, Gerstmans & K.D. Hyde        | 2020           |
| Chaetosphaeronema coonsii       | (Boerema & Loer.) Gruyter, Aveskamp & Verkley | 2010           |
| Chaetosphaeronema euphorbiae    | Sawada                                        | 1959           |
| Chaetosphaeronema galii         | (Petr.) Petr.                                 | 1944           |
| Chaetosphaeronema herbarum      | (Hollós) Moesz                                | 1915           |
| Chaetosphaeronema hispidulum    | (Corda) Moesz                                 | 1915           |
| Chaetosphaeronema recifense     | Bat. & H. Maia                                | 1964           |